# کرول (تگزاس)
کرول، تگزاس(به انگلیسی: Crowell, Texas) شهری در ایالت تگزاس از ایالات جنوبی ایالات متحده آمریکا است. در سرشماری سال ۲۰۰۰، جمعیت این شهر ۱۱۴۱ نفر اعلام شد.